# غوستافو بيرلا
غوستافو بيرلا (بالإسبانية: Gustavo Perla)‏ هو لاعب كرة قدم أوروغواياني في مركز حراسة المرمى، ولد في 3 مايو 1978 في مونتفيدو في الأوروغواي. لعب مع ديبورتيفو مالدونادو.